# Allophylus laetevirens
Allophylus laetevirens là một loài thực vật có hoa trong họ Bồ hòn. Loài này được Ridl. mô tả khoa học đầu tiên năm 1916.